# Luoji, Yunnan
Luoji (kinesiska: 洛吉乡) är en socken i Kina. Den ligger i provinsen Yunnan, i den sydvästra delen av landet, omkring 390 kilometer nordväst om provinshuvudstaden Kunming. Antalet invånare är 4 724. Befolkningen består av 2 110 kvinnor och 2 614 män. Barn under 15 år utgör 20,0 %, vuxna 15-64 år 72 %, och äldre över 65 år 6,0 %.
Genomsnittlig årsnederbörd är 832 millimeter. Den regnigaste månaden är juli, med i genomsnitt 302 mm nederbörd, och den torraste är november, med 1 mm nederbörd.